# Saint-Jean-lès-Longuyon
Saint-Jean-lès-Longuyon is een gemeente in het Franse departement Meurthe-et-Moselle (regio Grand Est) en telt 392 inwoners (2004).
De gemeente maakt deel uit van het arrondissement Briey en sinds 22 maart 2015 van het kanton Mont-Saint-Martin. Daarvoor hoorde het bij het kanton Longuyon, dat op die dag opgeheven werd.

## Geografie
De oppervlakte van Saint-Jean-lès-Longuyon bedraagt 4,2 km², de bevolkingsdichtheid is 93,3 inwoners per km².
Het plaatsje ligt aan de Othain, tegenover Marville, dat in het aangrenzende departement Meuse ligt en aan de belangrijke weg de N43 die hier onderdeel vormt van de Europese weg 44.
De onderstaande kaart toont de ligging van Saint-Jean-lès-Longuyon met de belangrijkste infrastructuur en aangrenzende gemeenten.

## Demografie
Onderstaande figuur toont het verloop van het inwonertal (bron: INSEE-tellingen).